# Anumeta spilota
Anumeta spilota is een vlinder uit de familie van de spinneruilen (Erebidae). De wetenschappelijke naam van de soort is voor het eerst geldig gepubliceerd in 1874 door Erschoff.
Deze nachtvlinder komt voor in Europa.